# Franz Jantsch

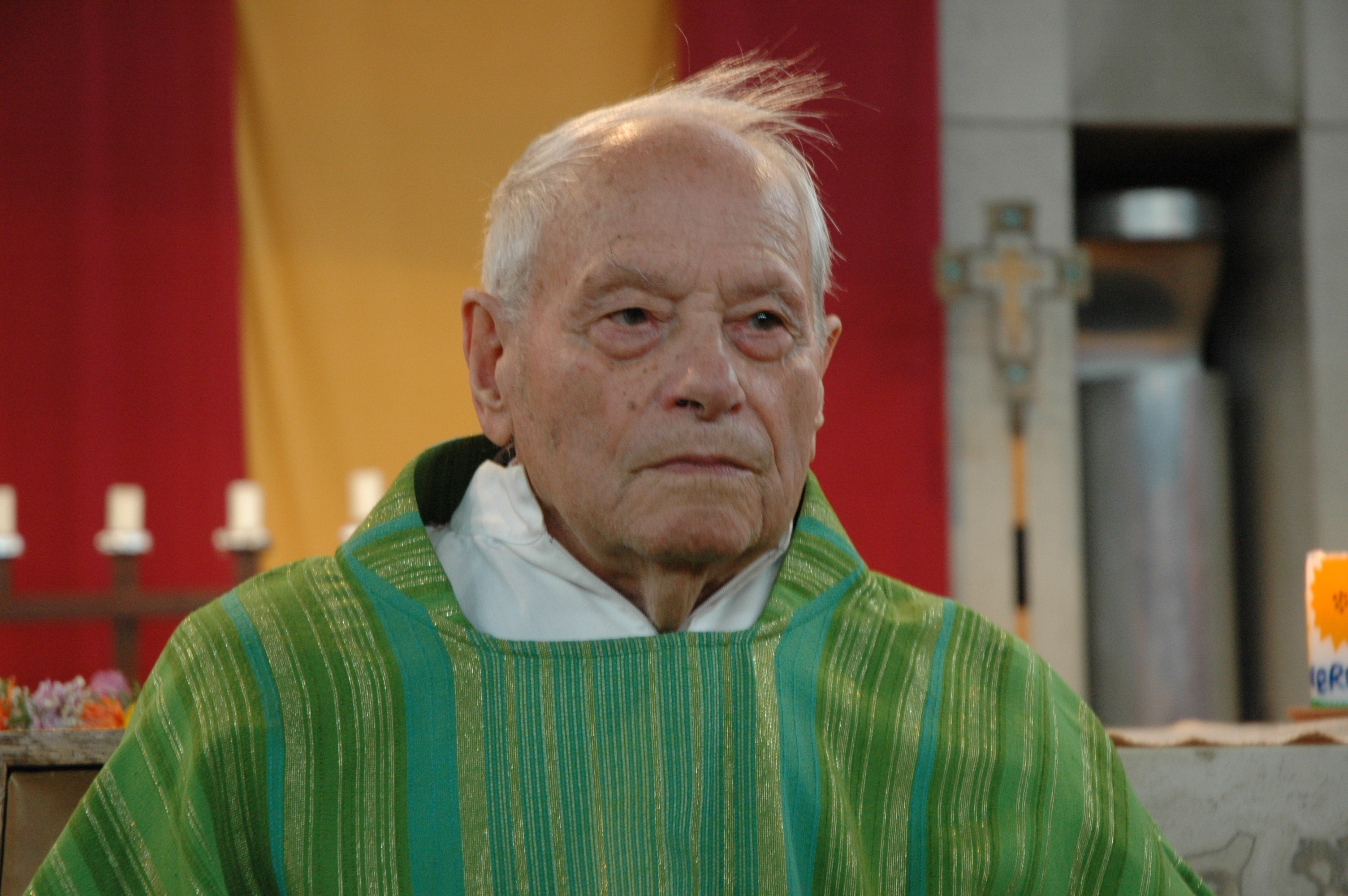
Franz Jantsch (2005)

Franz Jantsch (* 24. August 1909 in Kaisersdorf/Galizien, jetzt Ukraine; † 1. Mai 2006) war ein österreichischer Geistlicher, promovierter Theologe und Autor.

## Leben
Jantsch wuchs in Mariazell und Säusenstein auf. Nach der Absolvierung der Matura in St. Pölten studierte er Theologie in Wien und Münster.
Am 23. Juli 1933 wurde er im Stephansdom zum Priester geweiht. Von 1933 bis 1935 wirkte er als Kaplan in der Gemeinde Gaubitsch in Niederösterreich. Bis 1938 in der Pfarrei St. Veit im 19. Wiener Gemeindebezirk Döbling. 1937 erlangte er seinen Doktortitel mit der Dissertation „Die römische Kirche im Urteil Dostojewskis“. Während dieser Zeit war er auch als Hochschulseelsorger in Wien tätig. Von 1938 bis 1949 nahm er seine Pflichten als Pfarrer in der Gemeinde Vösendorf in Niederösterreich wahr. Während des Nationalsozialismus wurde er mehrmals von der Gestapo vorgeladen, entging aber der Haft. Jantsch wurde für seine Erzählung Der Schatten 1943 mit dem Adalbert-Stifter-Preis ausgezeichnet.

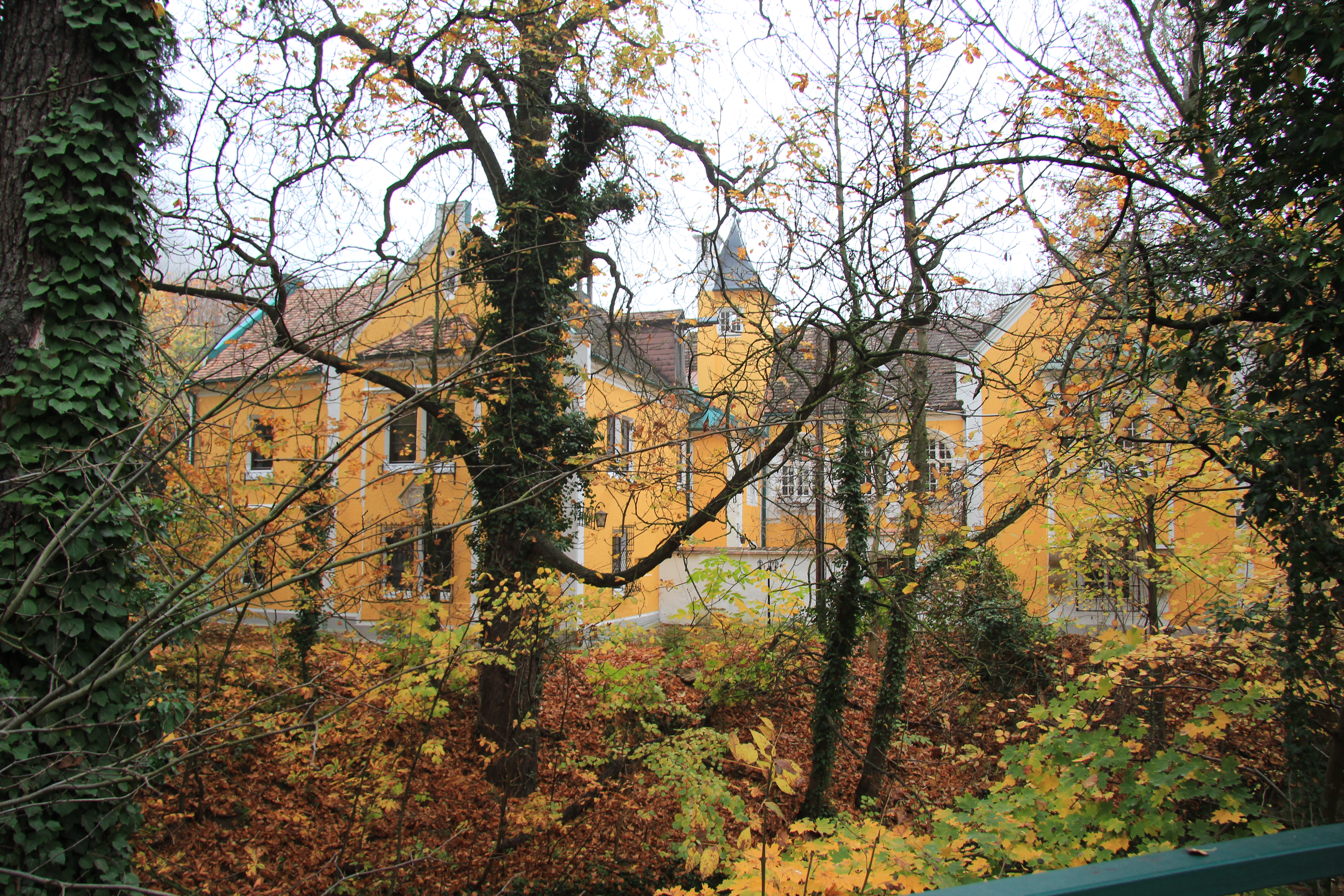
Ehemalige Villa von Franz Jantsch in der Hinterbrühl

Ab 1949 bis 2002 war er Pfarrer in der Hinterbrühl, seit 1968 auch für die Südstadt, einem Ortsteil der Gemeinde Maria Enzersdorf. In der Hinterbrühl setzte er sich zur Errichtung einer Gedenkstätte für die Opfer des KZ-Außenlagers Hinterbrühl ein. In einem Waldstück in der Hinterbrühl errichtete er die Marien-Grotte, die auch zahlreiche Pilger der Via Sacra besuchen.
Jantsch war immer wieder in Jerusalem und suchte dort Kontakte zu Christen, Juden und Muslimen. Seine Arbeit dort beschrieb er folgendermaßen: „Mission ist wichtig und schwer; am schwersten dann, wenn sie auf der Stelle treten muß oder gar an Boden verliert. Auf keinen Fall kann man im Heiligen Land von einem Aufschwung reden. Der Boden ist so hart wie die Wüste Juda.“
Ab 1993 veröffentlichte er Bücher über „Kultplätze“ (vor allem) in Österreich und betätigte sich auch als Wünschelrutengänger.
Jantsch hatte über mehrere Jahrzehnte eine Beziehung zu einer Frau; aus dieser Beziehung ging ein Sohn hervor.
2004 wurde ihm das Österreichische Ehrenkreuz für Wissenschaft und Kunst I. Klasse verliehen.
Bestattet wurde er auf dem Friedhof in der Hinterbrühl.

## Publikationen
- „Die römische Kirche im Urteil Dostojewskis“, Inauguraldissertation aus dem Gebiet der Kirchengeschichte, Wien 1936. 
 Als Taschenbuch veröffentlicht 2009 ISBN 978-3-902405-06-7
- „Sein Schatten“, Erzählung mit dem Adalbert-Stifter-Preis ausgezeichnet, geschrieben 1943, der Satz wurde in den Kriegswirren vernichtet, erhalten blieb nur ein Bürstenabzug, neu veröffentlicht im TIM-Fachbuchverlag Krems 2003
- „Auf dem Veitsberg“, Roman, Amandus-Edition, Wien 1947
- „Das Leben mit Jesus in unserer Zeit“, Verlag Ferdinand Baumgartner Wien, 1947
- „Zwischen Wien und Basel“, Fährmann Verlag, Wien 1948
- „Nikodemus. Ein Pfarrer erzählt. 33 Kurzgeschichten“, Verlag Ferdinand Baumgartner, Wien 1948
- „Aber, aber, Herr Schuster!“, Verlag Anton Pustet, Graz – Salzburg – Wien 1950
- „Ich komme vom Himmel. Neues über Fatima“, Styria Steirische Verlagsanstalt, Graz – Wien 1950
- „Josef von Nazareth“, Styria Steirische Verlagsanstalt, Graz-Wien 1952
- „Mariazell. Das Heiligtum der Gnadenmutter Österreichs“, Verlag Styria, Graz Wien Köln 1952
- „Judas Thaddäus. Helfer in jeglicher Not“, Styria Steirische Verlagsanstalt, Graz Wien 1953
- „Ave Maria“, Wien 1954
- „Wir fahren nach Lourdes“, Verlag Styria, Graz Wien Köln 1954
- „Ich komme aus Jerusalem“, Verlag Styria Graz Wien Köln 1954
- „Märchen vom lieben Gott“, Verlag Herder Wien-Freiburg 1954
- „José de Nazaret“, Patmos Libros de Espiritvalidad, Madrid 1954
- “Ich war in Fatima”, Verlag Styria, Graz Wien Köln 1954
- „Atlantis“, Gedichte, kopiertes und selbst gebundenes Heftchen, Hinterbrühl(?), ?
- „Marianisches Österreich“, Verlag der Pressvereins-Druckerei, St. Pölten 1957
- „Heilige Heimat. Lebendige Kirche. Ein Buch für das Katholische Haus“, Verlag Styria, Graz Wien Köln 1957
- „Aus der Bibel beten“, Eduard Wancura-Verlag, Wien-Köln 1964
- „Man kann auch anders predigen …“, Herder, Wien – Freiburg – Basel 1970
- Helmut Erharter und Hannes Mahler (Hrsg.): „offene gemeinde, Dr. Franz Jantsch und seine Pfarren Hinterbrühl und Südstadt, Festschrift zum 70. Geburtstag“, Mödling 1979
- „Seelsorge im Umbruch. Unser Pfarrer erzählt“, Verlag Styria, Graz Wien Köln 1984
- „Wenn’s hoch kommt, 80 Jahr’, Ein Pfarrer erzählt …“, Eigenverlag, Hinterbrühl 1989
- „20 Jahre Götzweis, Jahrbuch 1993“, Hinterbrühl 1992
- „Kultplätze im Land um Wien“, Band I, Verlag Freya, Unterweitersdorf 1993
- „Kultplätze im Land Oberösterreich & Salzburg“, Band II, Verlag Freya, Unterweitersdorf 1994
- „Kultplätze im Land Steiermark“, Band III, Verlag Freya, Unterweitersdorf 1994
- „Kultplätze im Land Kärnten“, Band IV, Verlag Freya, Unterweitersdorf 1995
- „Kultplätze im Land der Berge Tirol & Vorarlberg“, Band V, Verlag Freya, Unterweitersdorf 1995
- „Gotteskrise Glaubenskrise“, Eigenverlag, Hinterbrühl 1997
- „Kultplätze im Land um Wien“, Band II, Verlag Freya, Unterweitersdorf 2000
- „Vorbiblische und biblische Kultplätze in Israel“, Verlag Freya, Unterweitersdorf 2000
- „Die Faszination der Höhle“, Verlag Freya, Unterweitersdorf 2002
- „Beethoven in der Göttlichen Brühl“, Eigenverlag, Hinterbrühl 2004
- „Atlantis“, Eigenverlag, Hinterbrühl 2005
- „Donau-Elegie“, Eigenverlag, Hinterbrühl 2005
- „Transatlantik“, Eigenverlag, Hinterbrühl 2005
- „Bunte Steine“, Eigenverlag, Hinterbrühl 2006